# Homelix variegata
Homelix variegata är en skalbaggsart som beskrevs av Jordan 1894. Homelix variegata ingår i släktet Homelix och familjen långhorningar.
Artens utbredningsområde är Gabon. Inga underarter finns listade i Catalogue of Life.